# Servier
Les Laboratoires Servier ist ein französisches Pharmaunternehmen. Es wurde 1954 von Jacques Servier gegründet. Servier ist das zweitgrößte französische Pharmaunternehmen und erwirtschaftete im Geschäftsjahr 2022/2023 weltweite Umsatzerlöse von 5,3 Milliarden Euro in rund 150 Ländern. Die Unternehmenszentrale befindet sich bei Paris (Suresnes) in Frankreich. Das Unternehmen beschäftigt 21.900 Mitarbeiter. Über 20 Prozent der Pharma-Umsatzerlöse werden in Forschung und Entwicklung investiert. Eine deutsche Tochtergesellschaft für klinische Forschung wurde 1985 in München gegründet, die deutsche Vertriebs-Tochtergesellschaft 1996 ebenfalls in München.

## Geschichte
1954 wurde Servier von dem Arzt und Apotheker Jacques Servier als Forschungslabor mit neun Personen gegründet. 2023 beschäftigte Servier 21.900 Mitarbeiter in rund 150 Ländern.
Nach dem Tod des Gründers im Jahr 2014 übernahm ein Stiftungsrat unter dem Vorsitz des Präsidenten Olivier Laureau die Leitung des Unternehmens.
Von den 5,3 Milliarden Euro Umsatz in den Jahren 2022/23 entfielen 4,0 Milliarden Euro auf so genannte Brandname Medikamente („Originalmedikamente“) und 1,3 Milliarden Euro auf Generika. Die Servier-Tochterfirma Biogaran ist das größte französische Generikaunternehmen; Die Servier-Tochterfirma Egis ist eines der führenden Generikaunternehmen in Ungarn & Osteuropa.
Servier besteht in Deutschland aus zwei Geschäftseinheiten:
- Servier Forschung und Pharma Entwicklung GmbH, München (gegründet 1985): Klinische Studien für alle DACH-Länder (Deutschland, Österreich, Schweiz); sowie als Teil des neu gebildeten HUB Europe auch internationale Studien.
- Servier Deutschland GmbH, München (gegründet 1996): u. a. Verwaltung, Medizin, Gesundheitspolitik/Market Access, Marketing und Vertrieb. Oliver Kirst, Managing Director der Servier Deutschland GmbH, ist zudem seit November 2023 Vorsitzender des Bundesverbandes der Pharmazeutischen Industrie (BPI).[6][7][8]

Weltweit betreibt Servier:
- 4 Forschungszentren (Frankreich, Ungarn, Dänemark und USA)
- 16 Produktionsstandorte in 11 Ländern: 98 % der pharmazeutischen Grundstoffe von Serviers Original-Medikamenten (exkl. Hämatologie/Onkologie) werden in Frankreich produziert
- 15 klinische Forschungszentren

Im Mai 2023 wurde das Forschungs- und Entwicklungsinstitut von Servier im interdisziplinären Innovationszentrum von Paris-Saclay eröffnet. Im Juli 2022 eröffnete Servier ein Forschungs- und Entwicklungszentrum in Boston, Massachusetts, USA.

## Medikamente
In Deutschland werden insbesondere Medikamente zur Behandlung von Herz-Kreislauf-Erkrankungen, Hämatologie & Onkologie und Depression vermarktet.
- Bipreterax N (Kombinationspräparat: Perindopril, i. e. ACE-Hemmer / Indapamid, i. e. Diuretikum) zur Behandlung der essentiellen Hypertonie (Bluthochdruck) bei Erwachsenen.[12]
- Bipreterax N forte (Kombinationspräparat: Perindopril und Indapamid in höherer Dosierung als Bipreterax N) zur Behandlung der Hypertonie bei Erwachsenen.[13]
- Coversum (Perindopril), ACE-Hemmer zur Behandlung der Hypertonie bei Erwachsenen.[14]
- Diamicron Uno (Gliclazid) zur Behandlung von Diabetes mellitus Typ 2 (Zuckerkrankheit).[15]
- Lonsurf (Wirkstoffkombination: Trifluridin / Tipiracil) zugelassen in der Monotherapie zur Behandlung von erwachsenen Patienten mit metastasiertem kolorektalen Karzinom (mCRC) und Magenkrebs und in Kombinationstherapie mit Bevacizumab als Drittlinienbehandlung von metastasiertem kolorektalem Karzinom.[16][17][18]
- Natrixam (Wirkstoffkombination: Indapamid + Amlodipin); zur Behandlung der arteriellen Hypertonie.[19]
- Natrilix (Indapamid) zur Behandlung von Bluthochdruck.[20]
- Oncaspar (Pegaspargase, i.e. pegylierte Asparaginase) als Bestandteil einer antineoplastischen Kombinationstherapie bei akuter lymphatischer Leukämie (ALL). Ehemals ein Produkt von Shire.[4][21]
- Onivyde (pegyliertes liposomales Irinotecan, abgekürzt nal-IRI), Irinotecan in pegylierter liposomaler Formulierung zur Behandlung des metastasierten Adenokarzinoms des Pankreas in Kombination mit 5-Fluorouracil (5-FU) und Leucovorin (LV). Ehemals ein Produkt von Shire.[4][22] Onivyde wurde im Mai 2024 in der Erstlinien-Therapie des metastasierten Pankreaskarzinoms zugelassen. Die Zulassung basiert auf der Phase-III-Studie NAPOLI-3.[23]
- Pixuvri (Pixantron) zur Behandlung von erwachsenen Patienten mit bestimmten Formen des Non-Hodkin-B-Zell-Lymphoms.[24]
- Preterax N (Kombinationspräparat: Perindopril und Indapamid in niedrigerer Dosierung als Bipreterax N)[25]
- Procoralan (Ivabradin) zur Behandlung der chronischen Angina Pectoris.[21]
- Tibsovo (Ivosidenib), ein Isocitrat-Dehydrogenase-1 Hemmer zur Behandlung einer neu diagnostizierten akuten myeloischen Leukämie (AML) in Kombination mit Azacitidin und Gallengangkrebs, der lokal fortgeschritten ist oder metastasiert hat.[26][27]
- Triveram (Kombinationspräparat: Atorvastatin, Perindopril und Amlodipin) zur Behandlung der essentiellen Hypertonie (Bluthochdruck) und/oder der koronaren Herzkrankheit, in Verbindung mit einer primären Hypercholesterinämie oder einer gemischten Hyperlipidämie.[21]
- Valdoxan (Agomelatin) zur Behandlung von Episoden einer Major Depression bei Erwachsenen.[21]
- Viacoram (Kombinationspräparat: Perindopril / Amlodipin) zur Behandlung der essentiellen Hypertonie (Bluthochdruck).[21]
- Viacorind (Kombinationspräparat: Perindopril / Amlodipin / Indapamid) zur Behandlung von Bluthochdruck[21][28]

Die Vermarktung der Digitalen Gesundheitsanwendung (DiGA) deprexis wurde im Juni 2024 an den Entwickler GAIA zurückgegeben.

## Forschung und Entwicklung / Kooperationen
Servier verfügt über eine F&E-Pipeline mit über 60 Projekten insgesamt, wovon 38 Projekte sich in der klinischen Entwicklung und 27 Projekte in der präklinischen Entwicklung befinden. Die Hauptgebiete in der Forschung von Servier sind Onkologie / Hämatologie, Neurologische Erkrankungen und Autoimmunerkrankungen, Kardiologie / Metabolismus (Spezifische Projekte, z. B. Mehrfachkombinationen). 70 Prozent der F&E-Investitionen fließen in den Bereich Onkologie/Hämatologie, worin sich 37 Projekte in der präklinischen und klinischen Entwicklung befinden. Zudem verfügt Servier über mehr als 60 weltweite F&E-Kooperationen, darunter über 30 Industrie-Partnerschaften sowie über 30 wissenschaftliche Forschungskooperationen.
Von München aus verantwortet Servier klinische Studien für die so genannten DACH-Länder (Deutschland, Österreich, Schweiz), sowie als Teil des neu gebildeten HUB Europe auch internationale Studien.
- Im Januar 2023 erhielt Vorasidenib zur Behandlung von bösartigen Hirntumoren in der EU „Orphan drug Status“. Das bedeutet u. a., dass der Entwickler von der EMA wissenschaftliche und regulatorische Unterstützung erhält, um sein Medikament so weit voranzubringen, dass er eine Marktzulassung beantragen kann.[31] Im März 2023 hat die US-amerikanische Arzneimittelbehörde FDA für Vorasidenib den Fast-Track-Status vergeben, was zu einer schnelleren Zulassung führen könnte.
- Im September 2022 übte Servier die exklusive Lizenzierungsoption für das Kooperationsprogramm mit Oncodesign zur Behandlung von Parkinson durch LRRK2-Kinase-Inhibition aus.[32]
- Im Juli 2022 eröffnete Servier ein globales Forschungs- und Entwicklungszentrum in Boston.[11]
- Im April 2021 schloss Servier die Übernahme des Onkologie-Geschäftsbereichs von Agios Pharmaceuticals ab.[33]
- Im Juni 2020 schloss Servier die Übernahme von Symphogen ab. Dadurch soll die F&E-Pipeline im Bereich der antikörperbasierten Immunonkologie verstärkt werden.[34]
- Im September 2019 erfolgte die europäische Zulassung von Lonsurf (Tipiracil) für eine neue Therapieoption von metastasiertem Magenkrebs.[16]
- Ende August 2018 übernahm Servier international den Onkologie-Geschäftsbereich von Shire.[4][35][36]
- Mit Novartis bestand von November 2017 bis September 2020 eine Vertriebs-Kooperation in Deutschland. Kern der Vereinbarung war die deutschlandweite Co-Promotion von Sacubitril/Valsartan (Handelsname: Entresto) zur Behandlung der chronischen Herzinsuffizienz mit reduzierter Ejektionsfraktion.[37]
- Seit Mai 2017 besteht eine Kooperations-Erweiterung zwischen Servier und CTI BioPharma zur Vermarktung von Pixuvri (Pixantron) auch in Deutschland.[38]
- Mit Boehringer Ingelheim bestand von Februar 2017 bis 2019 eine Vertriebs-Kooperation in Deutschland. Kern der Vereinbarung war die deutschlandweite gemeinsame Vermarktung (Co-Promotion) von Pradaxa (Dabigatran) und Praxbind (Idarucizumab) bei bestimmten Herz-Kreislauf-Erkrankungen.[39]

## Verantwortung und gesellschaftliches Engagement
Servier engagiert sich – im Rahmen ihrer Corporate Social Responsibility (CSR) – in verschiedenen gesellschaftlichen Projekten und unterstützt verschiedene Initiativen: z. B. Deutscher Pflegetag, Paul-Nikolai-Ehlers-Stiftung, Stiftung LebensBlicke, TEB e. V. Selbsthilfe, Stiftung Ambulantes Kinderhospiz München & LichtBlick Seniorenhilfe und Betriebliches Gesundheitsmanagement: Unterstützung bei persönlichen Krisen (EAP), Servier Fit, Grippeschutz- & Corona-Impfungen, Sehtests.

## Wissenschaftspreise
Servier vergibt den folgenden Wissenschaftspreis:
- Rudi Busse-Young-Investigator-Award

Mit dem nach Rudi Busse benannten Preis werden experimentell tätige junge Wissenschaftler bis 35 Jahre ausgezeichnet.

## Galenus von Pergamon-Preis (Prix Galien)
2009 erhielt Servier für Procoralan den Galenus von Pergamon-Preis (Prix Galien) in der Kategorie Primary Care. Im Jahr 2023 hat sich Servier erneut für den Galenus-von-Pergamon-Preis beworben, diesmal mit dem Medikament Tibsovo (Ivosidenib).

## Skandal um das Präparat „Mediator“
Der auch als Appetitzügler eingesetzte Lipidsenker „Mediator“ (Benfluorex) wurde bis zum europaweiten Verbot des Präparats 2009 durch Servier vertrieben. Das Produkt wird für den Tod von mindestens 2000 Menschen weltweit verantwortlich gemacht. Mehrere Tausend Menschen mussten sich in stationäre Behandlung begeben, da das Mittel Herz- und Kreislaufschäden hervorgerufen haben soll. Ende März 2021 wurden die Urteile verkündet. Servier wurde zwar vom Betrugsvorwurf freigesprochen, aber zugleich der schweren Täuschung und fahrlässigen Tötung für schuldig befunden. Das Gericht erließ eine Geldstrafe von 2,7 Millionen Euro und verurteilte das Unternehmen zudem dazu, insgesamt mehrere hundert Millionen Euro Schadensersatz an die 6500 Kläger zu zahlen. Darüber hinaus wurde auch die für die Überwachung von Arzneimitteln zuständige nationale Gesundheitsbehörde ANSM zu einer Geldstrafe von 300.000 Euro verurteilt.